# الن رولس
الن رولس (فرانسوی: Hélène Rollès‎؛ زادهٔ ۲۰ دسامبر ۱۹۶۶) خواننده و بازیگر اهل فرانسه است. از فیلم‌ها یا برنامه‌های تلویزیونی که وی در آنها نقش داشته‌است می‌توان به خروج اشاره کرد.